# Розенбергер, Отто
Отто Вениамин Готфрид Розенбергер (нем. Otto Benjamin Gottfried Rosenberger; 17 февраля 1769, Нойенбург, Курляндия и Семигалия — 7 октября 1856, Дерпт, Лифляндская губерния, Российская империя) — российский лингвист и педагог, директор Дерптской гимназии (1814—1837), лектор латышского языка Императорского Дерптского университета (1803—1847), статский советник. Дядя астронома Отто Августа Розенбергера.

## Биография
Родился 17 февраля 1769 года в Нойенбурге в семье пастора Отто Людвига Розенбергера (1739—1809) и Марии Элизабет фон Денфер (ум. 1779), дочери Иоганна Генриха фон Денфера. Высшее образование получил за границей — в Галле (с 1787) и в Йене (с 1790), где и приобрёл степень кандидата богословия. С 1792 года Розенбергер занимался на родине 12 лет частным преподаванием, а затем 24 декабря 1803 года был назначен лектором латышского языка в Императорский Дерптский университет. С 11 августа 1804 года Розенбергер был утверждён учителем новооткрытого Дерптского уездного училища, с 12 ноября 1814 года являлся директором Дерптских училищ и с 4 июня 1820 года — Дерптским губернским директором училищ, с оставлением его в должности лектора. Будучи в 1837 году уволен в отставку с пенсией, Розенбергер остался исполняющим должность лектора латышского языка и лишь 31 мая 1847 года окончательно оставил должность лектора. Умер в Дерпте 7 октября 1856 года.

## Семья
Отто Розенбергер был женат на Луизе Генриетте Маргарете Петерсен (1789—1845). В их браке родилось пять детей:
- Карл (1806—1866) — доктор медицины, тайный советник, генерал-штаб-доктор флота
- Эмма Паулина (1810—1896) — жена Адама Бурхарда фон Цеймерн-Линденстьерна
- Каролина Теодора (1817—?) — жена историка Августа Генриха Ганзена
- Фанни Катарина (1819—1844) — жена врача Эмиля Карловича Берга[2]
- Густав (1824—1851) — доктор медицины[3]

## Сочинения
- «Flections-Tabellen für die lettischen Verba», Mitau. 1808;
- «Skizzen zu einer Charakteristik C. F. Petersens» (в сочинении «Christian Friedrich Petersen. Statt Manuscript für seine näheren Freude abgedruckt. Im May 1810. Dorpat»);
- «Die Brautnacht. Ein Symposion», Dorp. 1811;
- «Progr. Jahres-Nachrichten von den Lehranstalten in der Stadt Dorpat von Johannis 1814 bis Johanni 1815», Dorpat. 1815;
- «Zur Eröffnung der Töchterschule in Dorpat, nach der neuen Verfassung; eine Rede» (в «Albanus livl. Schulblatt», 1815);
- «Progr. Nachricht über den gegenwärtigen Zustand der Schulen des Dorpatischen Directorates, in Beziehung auf die neue, durch das Allerhöchst bestätigte Schulstatut vom 4. Junius 1820 eingeführte Schul-Verfassung», Dorpat. 1823;
- «Vom zu Viel und zu Wenig des Vertrauens im studirenden Jünglinge auf eigene Kraft. Eine Schulrede» (в «Busch’s Mittheilungen an Jünglinge», 1-ste Samml., Riga u. Dorp. 1826);
- «Von einem Princip zur wissenschaft lichen Anordnung der Lehre von den göttlichen Eigenschaften», Dorp. 1829;
- «Formenlehre der lettischen Sprache», Конспект для слушателей, Mitau. 1830;
- «Einladungsschriften zur Feier des 25-jährigen Jubelfestes und der Einweihung des neuen Lehrgebäudes des Gouv. Gymnasiums zu Dorpat am 15 September 1830», Dorp. 1830 (Розенбергеру принадлежит здесь отчёт и три речи);
- «Progr. Vorschläge, betreffend den Unterricht im Multipliciren und Dividiren nach der auf Allerhöchsten Befehl in den Schulen eingeführten v. Swobodskyschen Rechnungs methode», Dorp. 1834;
- «Kristigas Mahzibas pirmais eesahkums jeb ihsti swehti stahsti un ihss Katkism. Pahrluhkohts un par labbu teikts no swehta-waldidama Sinnoda, un rakstôs ecspeests us wissaugstaku Keisariskas Majestetes pawehleschanu, dehl mahzischanas skolôs», Tehrpatê. 1843 (перевод с русского); 2-е изд. — ibid. 1846;
- «Paihsinata Deewa luhgschanas grahmata», ibid. 1843 (перевод с русского), 2-е изд. — ib. 1846;
- «Kahrta tahs swehtas un Deewischkas Luturgies, ka ta irr Leelâ Basnizâ un us swehtu kalnu», ibid. 1843 (перевод с русского), 2-е изд. — ibid., 1846;
- «Formenlehre der Lettischen Sprache in neuer Darstellung. Ein Versuch von dem Verfasser des Conspects für seine Zuhörer», Mitau. 1848;
- «Der Lettischen Grammatik zweiter Theil. Syntax», Mitau. 1852.

Кроме того, Розенбергер публиковал свои статьи в газетах «Latweeschu Lauschu Draugs» и «Inland».